# Leif Erikson

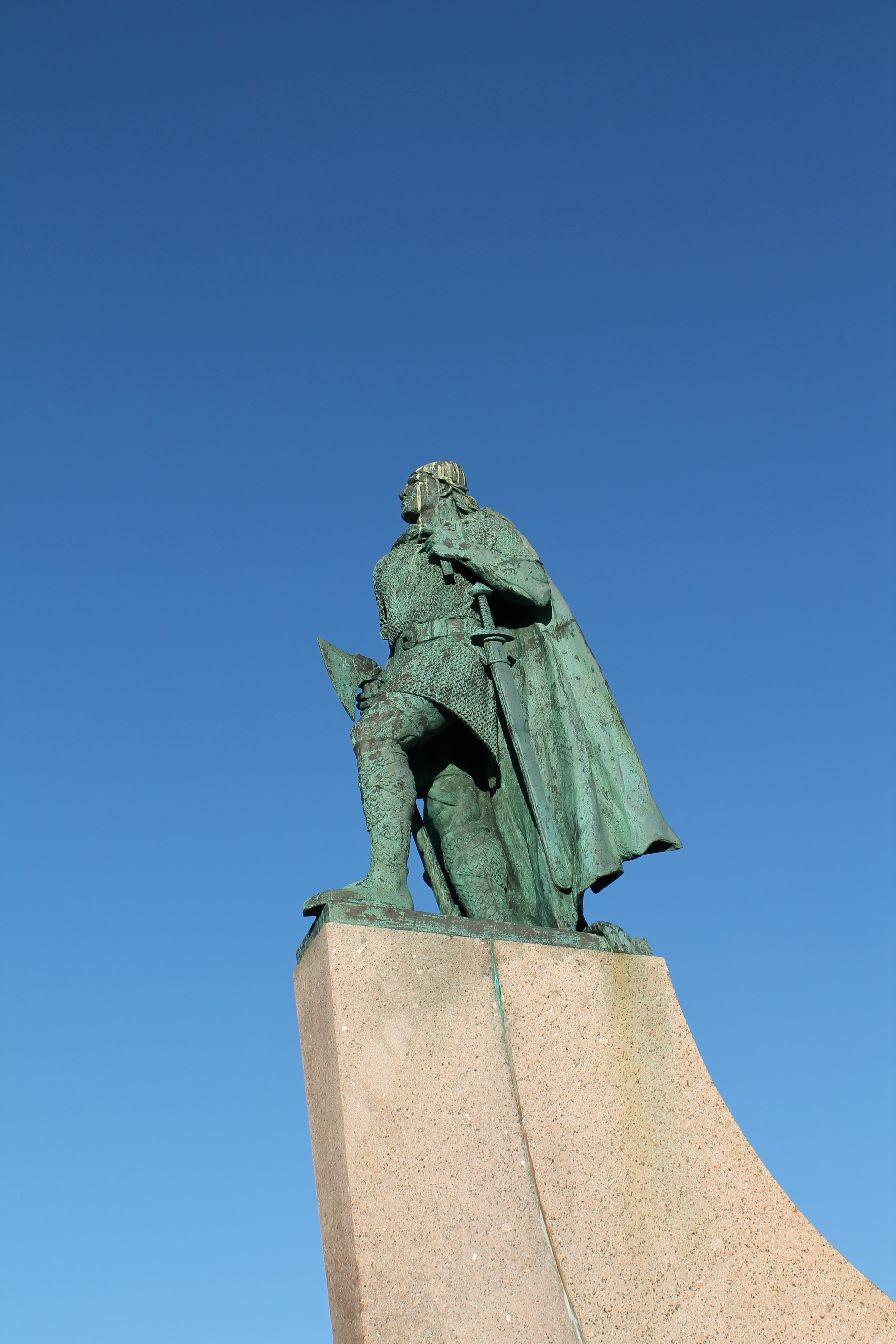
Statua di Leif Erikson davanti alla Hallgrímskirkja a Reykjavík

Leif Erikson in norreno Leifr Eiríksson (Islanda, 970 circa – Groenlandia, tra il 1018 e il 1025) è stato un esploratore norreno, il primo europeo a sbarcare in America e più nello specifico nell'isola poi conosciuta come Terranova.

## Biografia
Si ritiene che Leif sia nato intorno al 970, secondogenito di Erik il Rosso (Eiríkr Rauði), originario della attuale Norvegia, figlio di Thorvald Asvaldsson, pro-nipote di Naddoddr, lo scopritore dell'Islanda. Sua madre era Þjoðhildur. Suo padre aveva fondato due colonie vichinghe, l'Insediamento Occidentale e l'Insediamento Orientale, in Groenlandia, terra a cui egli stesso aveva dato il nome.
Durante un soggiorno in Norvegia, Leif si convertì al Cristianesimo, come molti altri vichinghi all'epoca; si recò nel paese scandinavo anche per servire il re Olaf Tryggvason. Di ritorno in Groenlandia comprò la barca di Bjarni Herjólfsson e partì in esplorazione della terra che Bjarni aveva scoperto e che oggi è nota come Nordamerica.
La saga dei groenlandesi narra che Leif cominciò a prepararsi circa nel 1000 per seguire a ritroso la rotta di Bjarni. Il primo suolo che incontrò era ricoperto da lastroni piatti di roccia (norvegese antico: hellr), così lui lo chiamò Helluland (terra delle pietre piatte), che presumibilmente è l'odierna Isola Baffin. Di lì arrivò presso una terra piatta e boscosa, con spiagge bianche, che chiamò Markland (terra dei boschi), che si ritiene sia il Labrador. Quando tornarono nuovamente in quella terra, Leif e i suoi uomini sbarcarono e costruirono case.
Essi trovarono quella terra confortevole: i fiumi erano pieni di salmoni e il clima era temperato, con rare gelate d'inverno e l'erba che rimaneva verde. Rimasero lì per tutto l'inverno. Secondo la saga uno degli uomini di Leif, Tyrkir, un guerriero germanico, scoprì l'uva: per questo, Leif nominò quella regione Vinland. Quantunque non si conosca l'esatta ubicazione di Vinland, si ritiene che essa sia in un punto indefinito fra Terranova e la Virginia.
Altri ipotizzano che Vinland non significhi terra del vino ma terra dei pascoli, dato che vin significa pascolo in norreno.
Sulla strada del ritorno, Leif trasse in salvo un naufrago islandese di nome Þórir insieme al suo equipaggio, cosa che gli valse il soprannome di Leif il fortunato (in norvegese antico Leifr hinn heppni).
L'esatta ubicazione della Vinland di Leif è dibattuta. Molti ritengono che l'insediamento presso L'Anse aux Meadows fu la colonia di Leif, ma altri sostengono che essa dovrebbe trovarsi più a sud, dal momento che l'uva non cresce così a nord, sebbene forse essa sarebbe potuta crescervi durante il periodo caldo medioevale.
Un'altra leggenda, la Saga di Erik il Rosso, racconta che fu in realtà Leif a scoprire le terre d'America, mentre faceva ritorno in Groenlandia dalla Norvegia, intorno all'anno 1000, ma non si hanno prove d'un suo tentativo di fondarvi un insediamento. Ad ogni modo, la Saga dei groenlandesi è al giorno d'oggi ritenuta la più affidabile delle due.
A quanto ne sappiamo, Leif ebbe due fratelli, Thorvald Eiriksson (in norreno Þorvald) e Þorsteinn Eiríksson, e una sorella, Freydís. Sposò Þórgunnur ed ebbe un figlio, chiamato Thorkell Leifsson (Þorkell).

## Leif Erikson nella cultura di massa
- Nel 1964 il presidente statunitense Lyndon Johnson dichiarò il 9 ottobre il Leif Erikson Day negli Stati Uniti.
- Il Leif Erikson Day è il giorno festivo preferito da Spongebob, protagonista del cartone omonimo.
- Leif appare nel manga Vinland Saga, al pari di altri personaggi storici suoi contemporanei.
- Leif appare insieme a sua sorella Freydis nel nono episodio della terza stagione di Legends of Tomorrow, "Beebo the God of war".
- Leif ha il ruolo di co-protagonista nella storia a fumetti "Il mantello dell'orso" di Lilith, personaggio di Luca Enoch edito dalla Sergio Bonelli Editore, episodio ambientato nell'anno 1000 tra la Groenlandia e Vinland.
- Fa parte de La spada del guerriero, primo libro della trilogia Magnus Chase e gli Dei di Asgard dello scrittore Rick Riordan.
- Leif Erikson è il titolo di un brano degli Interpol contenuto nell'album del 2002 Turn on the Bright Lights.
- Leif e Fredys figurano tra i personaggi principali della serie prodotta da Netflix Vikings: Valhalla, iniziata nel 2022.

## Galleria d'immagini

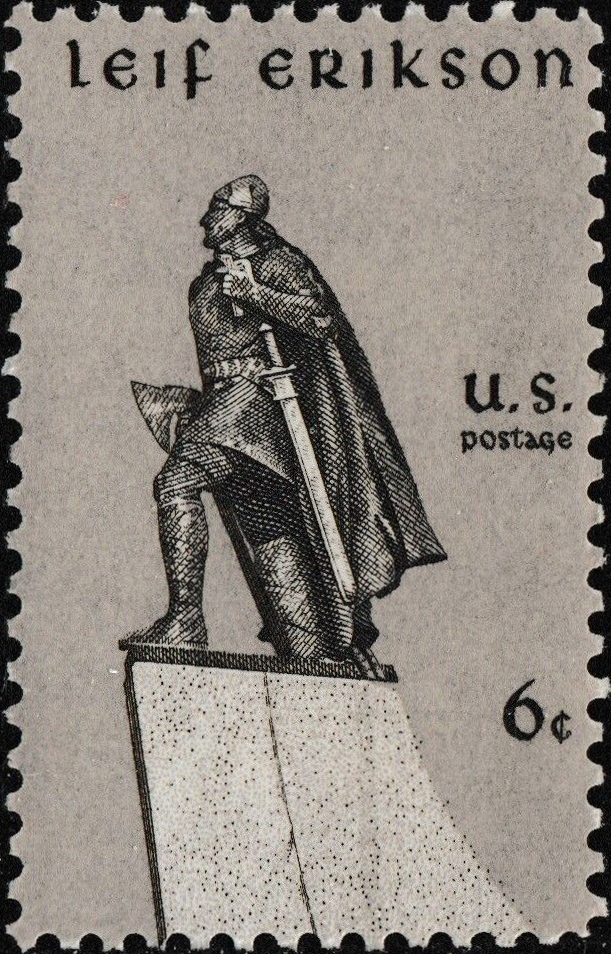
Francobollo statunitense raffigurante la statua di Leif
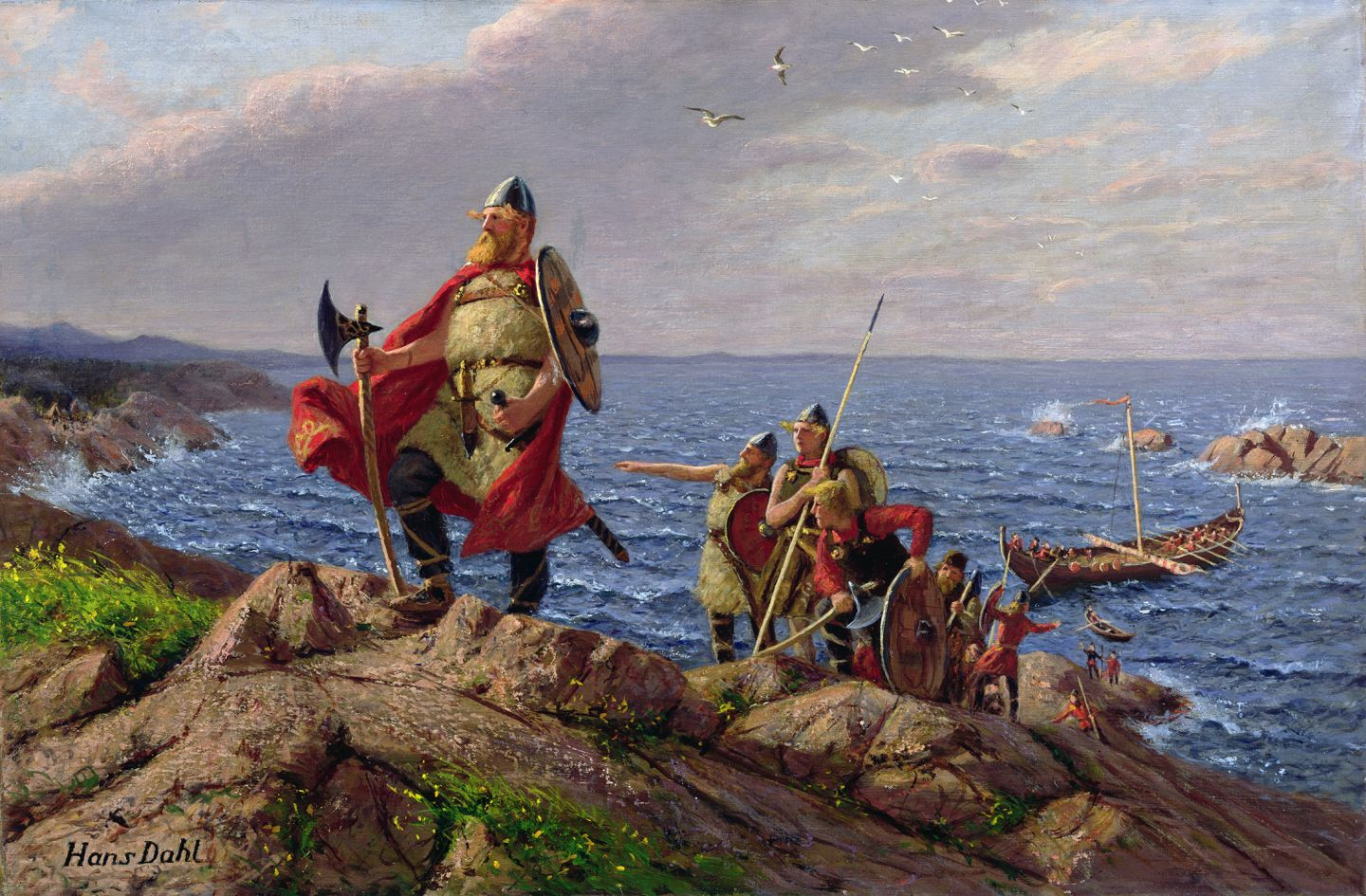
Leif Erikson giunge sulle coste dell'America in un quadro di Hans Dahl
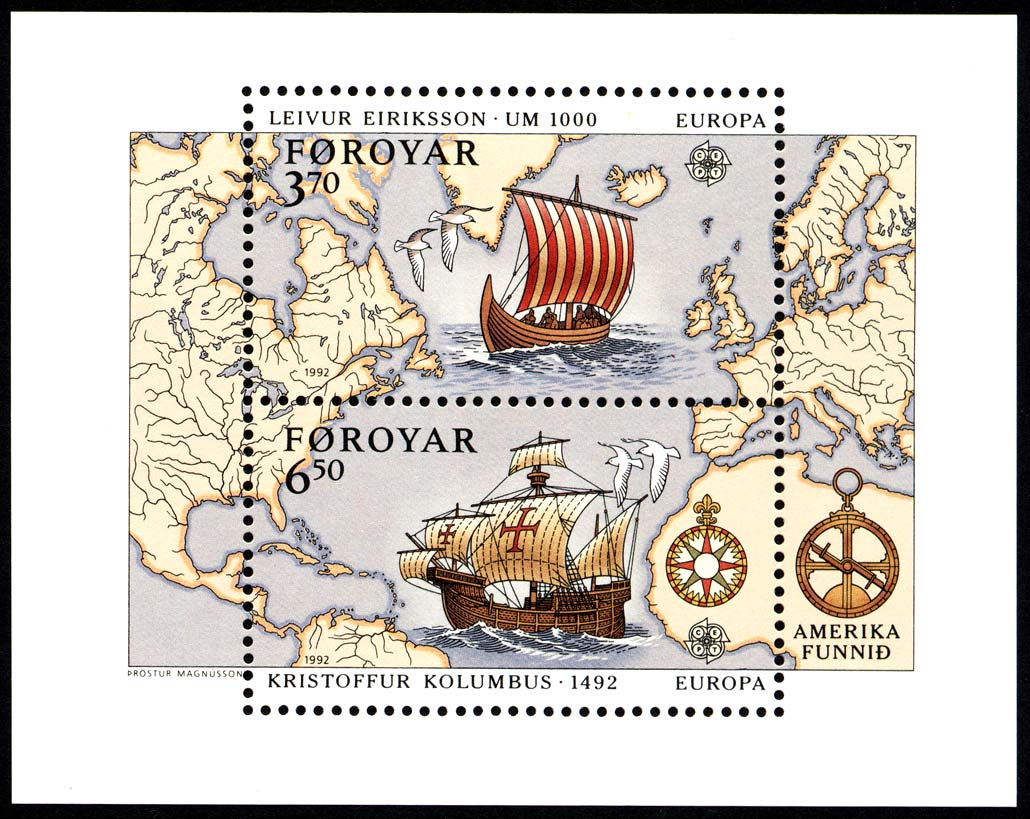
Scoperta dell'America, un francobollo delle Isole Fær Øer che commemora sia Leif Erikson che Cristoforo Colombo
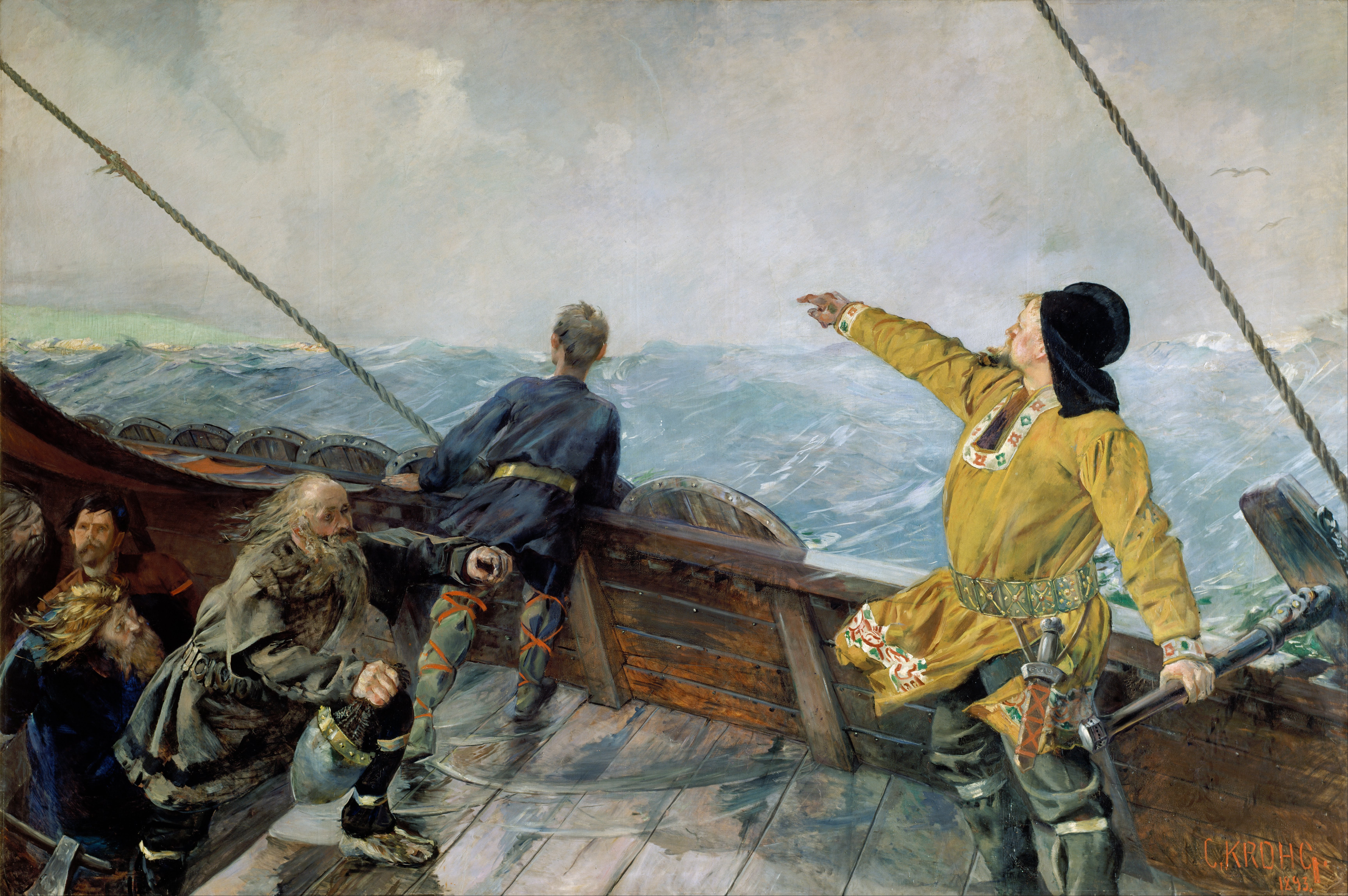
Leif Erikson scopre l'America di Christian Krohg (1893)
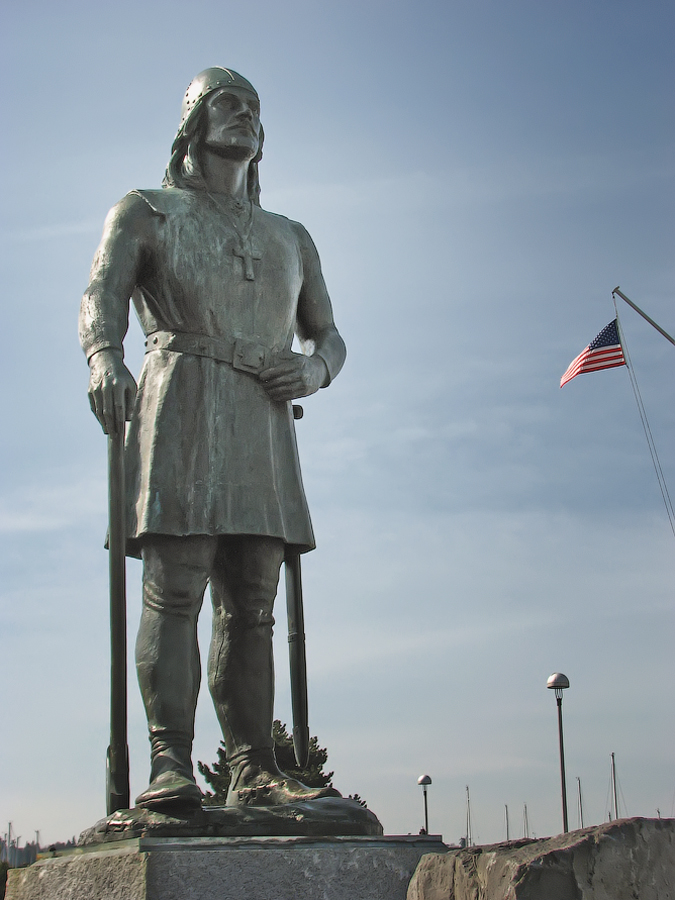
Statua di Leif Erikson a Seattle
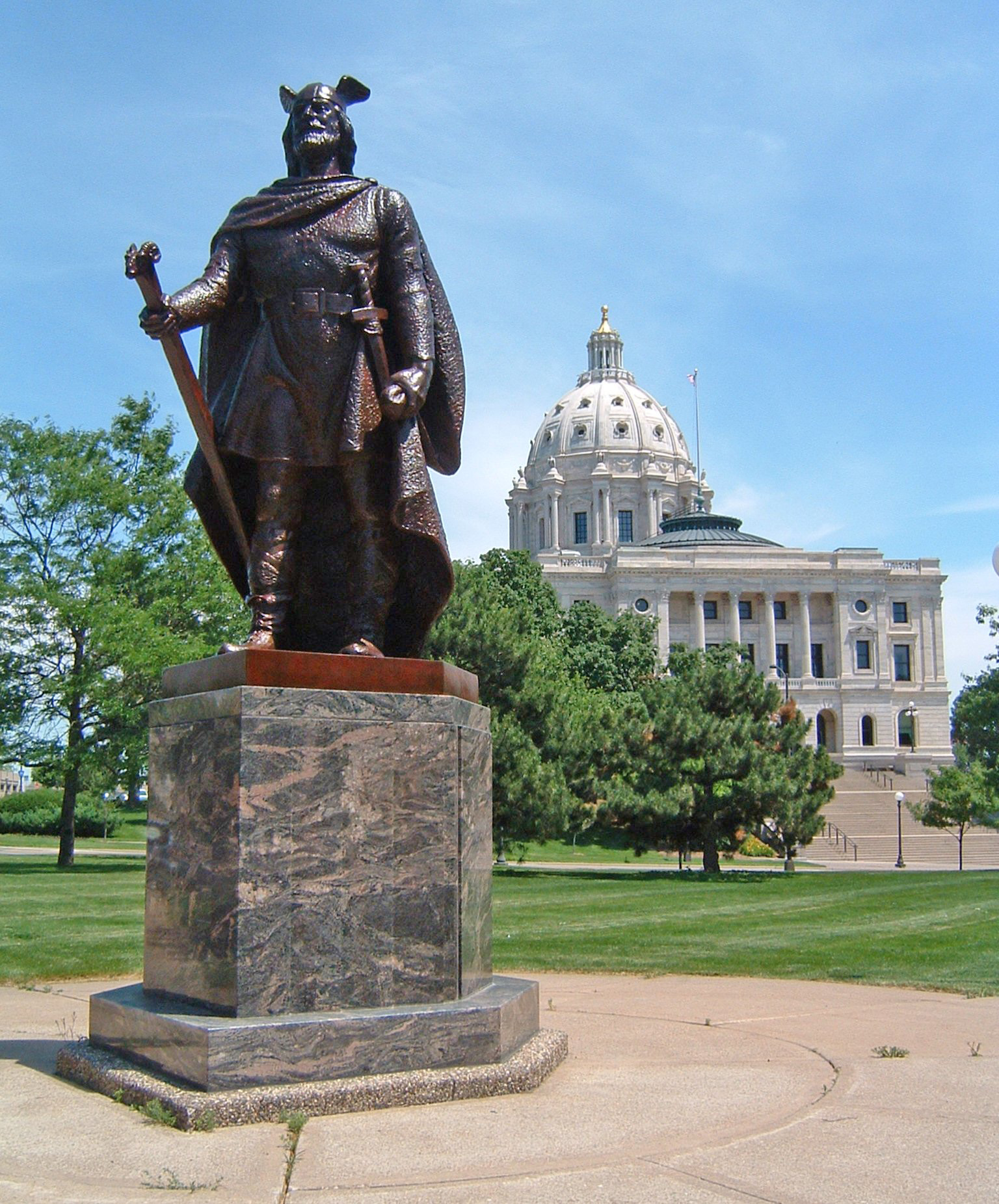
Statua di Leif Erikson vicino al Minnesota State Capitol
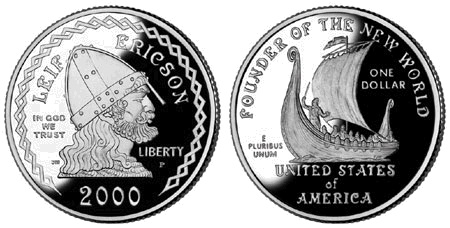
Un dollaro statunitense coniato nel 2000 raffigurante Leif Erikson con la scritta "Fondatore del Nuovo Mondo"
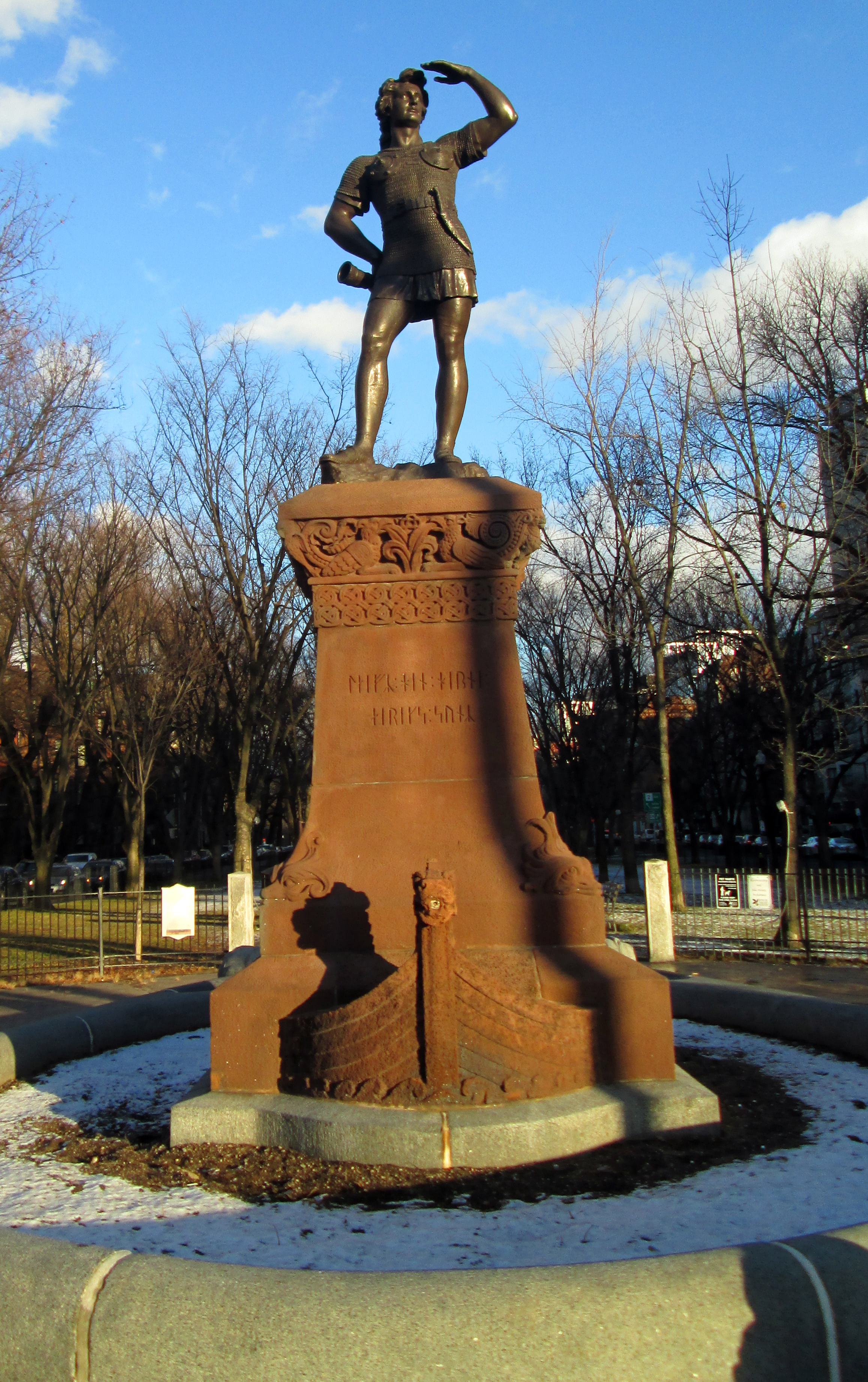
Statua di Leif Erikson a Boston